# Cravity
Cravity (hangul: 크래비티) – południowokoreański boysband założony przez Starship Entertainment. Grupa składa się z dziewięciu członków: Serim, Allen, Jungmo, Woobin, Wonjin, Minhee, Hyeongjun, Taeyoung i Seongmin. Grupa zadebiutowała 14 kwietnia 2020 roku z minialbumem Season 1. Hideout: Remember Who We Are.

## Historia

### Przed debiutem
Przed debiutem grupy Jungmo, Wonjin, Minhee i Hyeongjun uczestniczyli w programie Produce X 101 w 2019 roku, reprezentując Starship Entertainment wraz z Moon Hyunbin. W finale Jungmo i Wonjin zajęli odpowiednio 12. i 19. miejsce (bez uwzględnienia pozycji „X”), nie zakwalifikowali się do debiutanckiego składu zespołu. Jednak Minhee i Hyeongjun zajęli odpowiednio miejsca 10 i 4, co pozwoliło im zostać członkami debiutanckiego składu oraz członkami zespołu X1. Promowali z grupą aż do jej rozwiązania 6 stycznia 2020 roku.
W marcu 2020 roku Starship zaczęło ujawniać nowy dziewięcioosobową grupę chłopców, w której agencja miała zadebiutować, ujawniając nazwę grupy jako „Cravity”. Nazwa Cravity jest połączeniem słów „Creativity” i „Gravity”, co sugeruje wprowadzenie odbiorcy do ich własnego uniwersum za pomocą unikalnego uroku. Cravity, które oznacza również „środek ciężkości”, zawiera ambicję osiągnięcia najlepszego występu i najlepszej prezencji scenicznej, gdy wszyscy członkowie spotkają się w idealnej równowadze.

### 2020: Debiut zSeason 1. Hideout: Remember Who We AreiSeason 2. Hideout: The New Day We Step Into
14 kwietnia 2020 roku Cravity zadebiutowali z albumem Season 1. Hideout: Remember Who We Are, który zadebiutował i osiągnął szczyt listy albumów Gaon.
5 sierpnia Cravity ogłosili swój pierwszy powrót z drugim minialbumem Season 2. Hideout: The New Day We Step Into, który odbędzie się 24 sierpnia 2020. 13 sierpnia na gali Soribada Awards 2020 Cravity zdobyli swoją pierwszą nagrodę „New Artist Award” od debiutu. 24 sierpnia Cravity wydali swój drugi minialnum, Season 2. Hideout: The New Day We Step Into. Album zawierał siedem utworów, w tym główny singel „Flame”.
1 września Cravity zdobyli swoje pierwsze zwycięstwo w programie muzycznym SBS MTV The Show z utworem „Flame”. 14 września grupa oficjalnie wydała swój oficjalny light stick, którego nazwali Remembong.
9 października Cravity zorganizowali ekskluzywne spotkanie z fanami Cravity Collection: C-Express za pośrednictwem Naver V Live, na którym powitali swoich fanów w 126 regionach. Fanmeeting został zorganizowany pod hasłem „park rozrywki”, jako sposób grupy na radosne przywitanie się z fanami.

### 2021:Season 3. Hideout: Be Our VoiceiThe Awakening: Written in the Stars
9 stycznia Cravity wydali trzecią część serii Hideout z trzecim minialbumem Season 3. Hideout: Be Our Voice wraz z teledyskiem do głównego singla „My Turn”.
19 sierpnia Cravity wydali pierwszą część swojego pierwszego albumu studyjnego The Awakening: Written in the Stars, zwraz z tytułowym singlem „Gas Pedal”.
W dniach 20–21 listopada Cravity zorganizowałi dwudniowe spotkanie fanów Cravity Collection: C-Delivery,  które było ich pierwszym występem od roku, od ich poprzedniego spotkanie z fanami w październiku 2020.

### 2022:Liberty: In Our CosmosiNew Wave
26 stycznia ogłoszono, że Cravity powrócą 22 lutego z drugą częścią swojego pierwszego albumu studyjnego Liberty: In Our Cosmos, zawierającego utwór tytułowy „Adrenaline”. 4 lutego w mediach społecznościowych ogłoszono, że zostali wybrani jako specjalni DJ-e do programu radiowego „Station Z” KBS Cool FM.
12 lutego ogłoszono, że 7 z 9 członków uzyskało pozytywny wynik testu na obecność COVID-19 (później zaktualizowano do 8 z 9 członków 16 lutego, a 20 lutego wszyscy zostali zdiagnozowani pozytywnie), w wyniku czego ich powrót został przełożony. 28 lutego ogłoszono, że ich powrót zostanie przełożony na 22 marca. Wraz z wydaniem nowego harmonogramu promocji ogłosili również, że 2 i 3 kwietnia zagrają swoje pierwsze solowe koncerty w Olympic Hall w Parku Olimpijskim w Seulu.
22 marca Cravity wydali drugą część swojego pierwszego albumu studyjnego.
2 kwietnia grupa została ogłoszona jako część składu KCON 2022 Premiere w Chicago. 31 maja Cravity wydali promocyjny singiel „Vivid” za pośrednictwem platformy Universe Music na aplikacji mobilnej Universe.
Dnia 30 czerwca Cravity zakończyli dwudniowy, wyprzedany koncert zatytułowany Cravity the 1st Fan–Con Center of Gravity w Zepp Osaka Bayside w Japonii. 20 lipca Cravity potwierdzili swoje udział w KCON 2022 US TOUR, który trwał do września. Grupa brała udział jako przedstawiciel nowej generacji artystów K-popowych, zaczynając od „KCON 2022 LA ”, który odbył się w dniach 19-21 sierpnia, a następnie w edycjach KCON w San Francisco, Minneapolis, Houston, Dallas, Atlancie, kończąc swoje udziałem w „KCON 2022 New York” 1 września.
5 sierpnia Cravity ogłosili, że we wrześniu wydadzą swój czwarty minialbum New Wave. Przed wydaniem albumu grupa wydała 12 sierpnia swój pierwszy angielski cyfrowy singiel „Boogie Woogie”. 27 września Cravity wydali swój czwarty minialbum „New Wave”, zawierający utwór tytułowy „Party Rock”.
6 listopada ogłoszono, że członkowie Serim, Minhee, Hyeongjun, Jungmo i Seongmin wezmą udział w nagrywaniu The Game Caterers X Starship Entertainment, reprezentując Cravity.

### 2023:Master: Piece, trasa światowa, debiut w Japonii iSun Seeker
10 lutego Cravity ogłosili wydanie swojego piątego minialbumu, Master: Piece, z tytułowym utworem „Groovy”. 17 lutego grupa dołączyła do Dear U Co., Ltd., krajowej platformy fanowskiej, umożliwiającej fanom komunikację z zespołem, szczególnie za pośrednictwem „Bubble for Starship”.
19 lutego Cravity zakończyli dwudniowy „2023 Dear My Luvity Fan-Con”, który odbył się w Blue Square Mastercard Hall w Seulu. 6 marca zespół wydał Master: Piece, wraz z teledyskiem do głównego singla „Groovy”, rozpoczynając promocję tytułowego utworu w programach muzycznych. 88 marca album zyskał pozytywne recenzje od czołowych zagranicznych mediów muzycznych, takich jak amerykański Billboard i brytyjski magazyn muzyczny NME.
14 marca Cravity zdobyli swoje pierwsze zwycięstwo w programie muzycznym za utwór „Groovy” oraz trzecie zwycięstwo ogółem w programie The Show na SBS MTV. 21 marca Cravity ogłosili rozpoczęcie swojej pierwszej światowej trasy koncertowej zatytułowanej 2023 Cravity The 1st World Tour 'Masterpiece', która odbędzie się w Olympic Hall w Olympic Park w Seulu, w Korei Południowej. Pierwsze koncerty w Seulu zaplanowano na 13 i 14 maja.
14 maja Cravity pomyślnie zakończyli swoją pierwszą światową trasę koncertową w Seulu, która odbyła się przez dwa dni, od 13 do 14 maja, a także była transmitowana na żywo za pośrednictwem platformy streamingowej Beyond Live. 16 maja Cravity ogłosili, że oficjalnie zadebiutują w Japonii. Grupa planuje wydać swój debiutancki singiel „Groovy (Japanese ver.)” wraz z utworem b-side „I Can't Fight the Feeling” 5 lipca.
23 maja Cravity ujawnili listę przystanków swojej pierwszej światowej trasy koncertowej, 2023 Cravity The 1st World Tour 'Masterpiece', za pośrednictwem mediów społecznościowych. Oficjalne przystanki trasy obejmują Tajpej, Hongkong, Manilę i Bangkok, a także dwa miasta w Japonii i sześć miast w Ameryce. 1 czerwca Cravity opublikowali specjalny klip wideo do utworu „Get Lifted” z albumu Master:Piece w mediach społecznościowych, rozpoczynając tym samym swoją światową trasę poza Koreą Południową.
6 sierpnia Cravity wydali swój pierwszy oficjalny występ na ścieżce dźwiękowej jako grupa, singiel „Ready Set Go”, będący motywem przewodnim OST do serialu tvN Amazing Rumor 2: Counter Punch. Tego samego dnia grupa ogłosiła również premierę swojego szóstego minialbumu Sun Seeker na 11 września, który będzie pierwszym albumem grupy z podwójnym utworem tytułowym.
19 września singiel Cravity „Ready or Not” z szóstego mini albumu Sun Seeker zajął pierwsze miejsce na liście Billboard's Hot Trending Songs, udowadniając ich globalną obecność dzięki nowemu albumowi. 12 października Seongmin tymczasowo zawiesił działalność z grupą z powodu choroby matki, co spowodowało, że działalność grupy była prowadzona w składzie ośmioosobowym.
11 listopada Cravity wydali teledysk do swojego utworu „Megaphone”, który znajduje się na szóstym minialbumie Sun Seeker, kontynuując promocję działań związanych z albumem.

### Od 2024:EvershineiRoad to Kingdom
1 lutego Starship Entertainment ogłosiło, że Cravity wydadzą swój siódmy minialbum Evershine 26 lutego, pięć miesięcy po wydaniu ich ostatniego koreańskiego albumu. Tydzień później ogłoszono, że grupa będzie pełnić rolę specjalnych DJ-ów w programie MBC Radio Idol Radio przez dwa tygodnie.
W kwietniu Cravity ogłosiło rozpoczęcie promocji follow-up do swojego albumu Evershine. Po zakończeniu działań promujących główny singiel „Love or Die”, grupa zaczęła publikować zdjęcia koncepcyjne i teaser teledysku do utworu „C'est La Vie”. W tym samym miesiącu Cravity odbyli dwudniowy koncert „LUVITY GAMES” w Seoul Olympic Hall, gdzie wszystkie bilety zostały wyprzedane.
W maju Cravity ogłosiło, że wydadzą swój drugi japoński singiel „Show Off” wraz z albumem singlowym o tej samej nazwie 5 czerwca. Wraz z wydaniem, grupa zorganizuje dwudniowy koncert fanowski w Japonii, który odbył się 4 i 5 czerwca. W tym samym miesiącu grupa kontynuowała demonstrowanie swojej popularności, występując na dziesięciu różnych festiwalach uniwersyteckich: Uniwersytet Narodowy Incheon 7 maja, Uniwersytet Kyunghee 18 maja, Uniwersytet Yonsei (kampus Mirae) i Uniwersytet Seulu 22 maja, Uniwersytet Chosun 27 maja, Uniwersytet Inje i Uniwersytet Narodowy Pusan 28 maja, Uniwersytet Hanyang (kampus Erica) 29 maja, oraz Uniwersytet Sungkyunkwan i Uniwersytet Sejong 30 maja.
10 lipca ogłoszono, że Cravity będzie oficjalnym uczestnikiem odnowionej serii reality show Road to Kingdom emitowanej przez Mnet.
W sierpniu Cravity pojawili się w serialu dokumentalnym Apple TV+ Welcome to K-Pop: Idol Stories, który ukazuje jasne i ciemne strony przemysłu K-Pop, rozwijającego się w zawrotnym tempie przez ostatnie 10 lat. Dokument przedstawił historię zespołu, który zmagał się z trudnościami w osiągnięciu sukcesu w warunkach ostrej konkurencji, zwłaszcza że zadebiutowali w czasie pandemii COVID-19.

## Członkowie
| Pseudonim   | Pseudonim | Prawdziwe imię  | Prawdziwe imię | Kraj              | Data urodzenia       | Pozycja            | Kolor |
| Latynizacja | Hangul    | Latynizacja     | Hangul         | Kraj              | Data urodzenia       | Pozycja            | Kolor |
| ----------- | --------- | --------------- | -------------- | ----------------- | -------------------- | ------------------ | ----- |
| Serim       | 세림      | Park Se-rim     | 박세림         | Korea Południowa  | 3 marca 1999         | lider, raper       |       |
| Allen       | 앨런      | Allen Ma        | –              | Stany Zjednoczone | 26 kwietnia 1999     | tancerz, raper     |       |
| Jungmo      | 정모      | Koo Jung-mo     | 구정모         | Korea Południowa  | 5 lutego 2000        | wokalista          |       |
| Woobin      | 우빈      | Seo Woo-bin     | 서우빈         | Korea Południowa  | 16 października 2000 | wokalista          |       |
| Wonjin      | 원진      | Ham Won-jin     | 함원진         | Korea Południowa  | 22 marca 2001        | wokalista, tancerz |       |
| Minhee      | 민희      | Kang Min-hee    | 강민희         | Korea Południowa  | 17 września 2002     | wokalista          |       |
| Hyeongjun   | 형준      | Song Hyeong-jun | 송형준         | Korea Południowa  | 30 listopada 2002    | wokalista, tancerz |       |
| Taeyoung    | 태영      | Kim Tae-young   | 김태영         | Korea Południowa  | 27 stycznia 2003     | wokalista, tancerz |       |
| Seongmin    | 성민      | Ahn Seong-min   | 안성민         | Korea Południowa  | 1 sierpnia 2003      | wokalista, maknae  |       |

## Dyskografia

### Albumy studyjne
| Rok                                            | Dane dot. albumu | Najwyższa pozycja | Najwyższa pozycja | Sprzedaż        |
| Rok                                            | Dane dot. albumu | KOR               | JPN               | Sprzedaż        |
| ---------------------------------------------- | --- | ----------------- | ----------------- | --------------- |
| 2021                                           | The Awakening: Written in the Stars - Wydany: 19 sierpnia 2021 - Wytwórnia: Starship Entertainment - Format: CD, digital download | 3                 | 11                | - KOR: 181 291+ |
| 2022                                           | Liberty: In Our Cosmos - Wydany: 22 marca 2022 - Wytwórnia: Starship Entertainment - Format: CD, digital download                 | 1                 | 31                | - KOR: 156 719+ |
| "–" oznacza, że wydawnictwo nie było notowane. | |                   |                   |                 |

### Minialbumy
| Rok                                            | Dane dot. albumu | Najwyższa pozycja | Najwyższa pozycja | Najwyższa pozycja | Sprzedaż                     |
| Rok                                            | Dane dot. albumu | KOR               | JPN               | JPN Hot           | Sprzedaż                     |
| Koreańskie                                     | Koreańskie | Koreańskie        | Koreańskie        | Koreańskie        | Koreańskie                   |
| ---------------------------------------------- | --- | ----------------- | ----------------- | ----------------- | ---------------------------- |
| 2020                                           | Season 1. Hideout: Remember Who We Are - Wydany: 14 kwietnia 2020 - Wytwórnia: Starship Entertainment - Format: CD, digital download      | 1                 | 10                | –                 | - KOR: 300 009+              |
| 2020                                           | Season 2. Hideout: The New Day We Step Into - Wydany: 24 sierpnia 2020 - Wytwórnia: Starship Entertainment - Format: CD, digital download | 1                 | 15                | –                 | - KOR: 166 644+ - JPN: 6499+ |
| 2021                                           | Season 3. Hideout: Be Our Voice - Wydany: 19 stycznia 2021 - Wytwórnia: Starship Entertainment - Format: CD, digital download             | 3                 | 12                | –                 | - KOR: 176 511+              |
| 2022                                           | New Wave - Wydany: 27 września 2022 - Wytwórnia: Starship Entertainment - Format: CD, digital download                                    | 1                 | 11                | –                 | - KOR: 221 418+ - JPN: 3804+ |
| 2023                                           | Master: Piece - Wydany: 6 marca 2023 - Wytwórnia: Starship Entertainment - Format: CD, digital download                                   | 2                 | 42                | –                 | - KOR: 306 364+ - JPN: 2372+ |
| 2023                                           | Sun Seeker - Wydany: 11 września 2023 - Wytwórnia: Starship Entertainment - Format: CD, digital download                                  | 1                 | 38                | –                 | - KOR: 337 203+ - JPN: 1042+ |
| 2024                                           | Evershine - Wydany: 26 lutego 2024 - Wytwórnia: Starship Entertainment - Format: CD, digital download                                     | 2                 | 8                 | –                 | - KOR: 364 560+ - JPN: 8727+ |
| Japońskie                                      | |                   |                   |                   |                              |
| 2023                                           | Dilly Dally - Wydany: 6 grudnia 2023 - Wytwórnia: Victor Entertainment - Format: CD, digital download                                     | –                 | 8                 | 7                 | - JPN: 23 378+               |
| „–” oznacza, że wydawnictwo nie było notowane. | |                   |                   |                   |                              |

### Single
Single albumy
| Rok  | Dane dot. albumu                                                                                           | Najwyższa pozycja | Sprzedaż        |
| Rok  | Dane dot. albumu                                                                                           | KOR               | Sprzedaż        |
| ---- | --- | ----------------- | --------------- |
| 2024 | Find the Orbit - Wydany: 5 grudnia 2024 - Wytwórnia: Starship Entertainment - Format: CD, digital download | 3                 | - KOR: 154 360+ |

Single cyfrowe
| Rok                                                       | Tytuł                 | Najwyższa pozycja | Najwyższa pozycja | Album                                       |
| Rok                                                       | Tytuł                 | KOR               | KOR               | Album                                       |
| Rok                                                       | Tytuł                 | Circle            | Songs             | Album                                       |
| Koreańskie                                                | Koreańskie            | Koreańskie        | Koreańskie        | Koreańskie                                  |
| --------------------------------------------------------- | --------------------- | ----------------- | ----------------- | ------------------------------------------- |
| 2020                                                      | „Break All the Rules" | –                 | –                 | Season 1. Hideout: Remember Who We Are      |
| 2020                                                      | „Flame"               | –                 | 97                | Season 2. Hideout: The New Day We Step Into |
| 2021                                                      | „My Turn"             | –                 | –                 | Season 3. Hideout: Be Our Voice             |
| 2021                                                      | „Gas Pedal"           | –                 | –                 | The Awakening: Written in the Stars         |
| 2022                                                      | „Adrenaline"          | –                 | –                 | Liberty: In Our Cosmos                      |
| 2022                                                      | „Party Rock"          | –                 | –                 | New Wave                                    |
| 2023                                                      | „Groovy"              | 132               | –                 | Master: Piece                               |
| 2023                                                      | „Cheese"              | –                 | –                 | Sun Seeker                                  |
| 2023                                                      | „Ready or Not"        | –                 | –                 | Sun Seeker                                  |
| 2024                                                      | „Love or Die"         | 127               | –                 | Evershine                                   |
| 2024                                                      | „Now Or Never"        | 137               | –                 | Find The Orbit                              |
| Angielskie                                                |                       |                   |                   |                                             |
| 2022                                                      | „Boogie Woogie"       | –                 | –                 | New Wave                                    |
| Japońskie                                                 |                       |                   |                   |                                             |
| 2023                                                      | „Dilly Dally"         | –                 | –                 | Dilly Dally                                 |
| „–” oznacza, że singiel nie był notowany na danej liście. |                       |                   |                   |                                             |